# Kuoliosaari (ö i Iitti)
Kuoliosaari är en ö i Itis kommun i Finland. Ordet kuoliosaari hänvisar att ön har varit begravningsplats. Ön ligger i sjön Konnivesi och i Levijärvi sjö i Kouvola ekonomiska region  och landskapet Kymmenedalen, i den södra delen av landet, 120 km nordost om huvudstaden Helsingfors. Öns area är 0,8 hektar och dess största längd är 140 meter i nord-sydlig riktning.